# Opel Commodore
O Commodore é um modelo de porte médio-grande da Opel.